# باتريك غراهام (ملاكم)
باتريك غراهام (بالإنجليزية: Patrick Graham)‏ مواليد 3 أكتوبر 1969 في كالغاري، هو ملاكم كندي سابق صنّف ضمن فئة الوزن الثقيل.

## إحصائيات
خاض خلال مسيرته 12 نزالا، فاز في 6 وتعادل في 1 وخسر في 5. فاز بالضربة القاضية في 5 نزالا.